# アイエッロ・デル・フリウーリ
アイエッロ・デル・フリウーリ（伊: Aiello del Friuli）は、イタリア共和国フリウリ＝ヴェネツィア・ジュリア州ウーディネ県にある、人口約2,100人の基礎自治体（コムーネ）。
村には様々な日時計の装飾があり、「日時計の村」として有名である。

## 名称
標準イタリア語以外の言語では以下の名称を持つ。
- フリウリ語: Daèl

## 地理

### 位置・広がり
ウーディネ県南東部に位置するコムーネである。アイエッロの街は、ゴリツィアの西南西約22km、県都ウーディネの南南東約24km、に位置する。

#### 隣接コムーネ
- ヴィスコ - 北
- サン・ヴィート・アル・トッレ - 北東
- カンポロンゴ・タポリアーノ - 南東
- ルーダ - 南
- チェルヴィニャーノ・デル・フリウーリ - 南西
- バニャーリア・アルサ - 西

#### 主要な集落
アイエッロ・デル・フリウーリの集落の西側に、分離集落ヨアンニス（イタリア語: Joannis / フリウリ語: Uanis）がある。

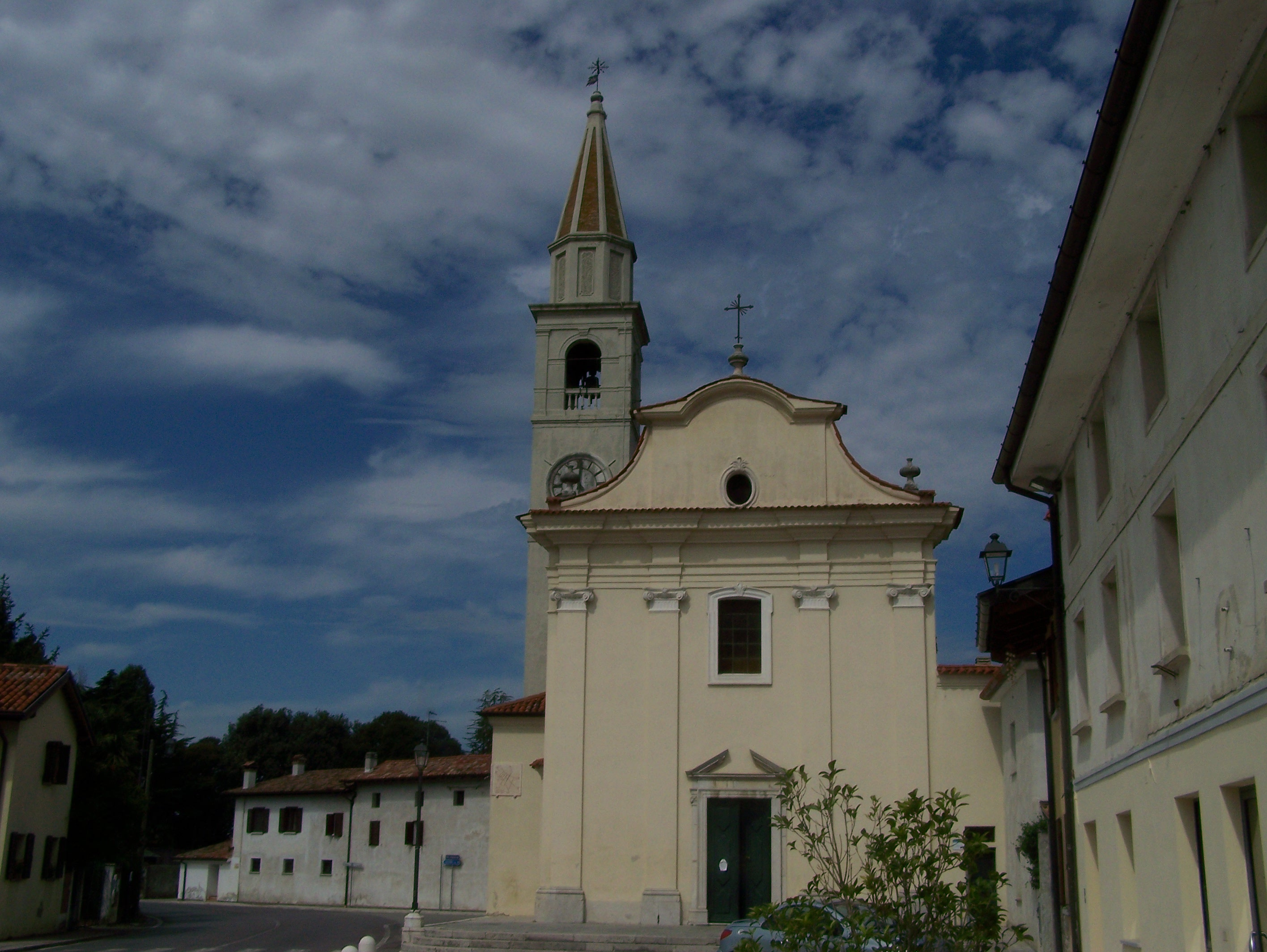
ヨアンニスの聖アグネス教会
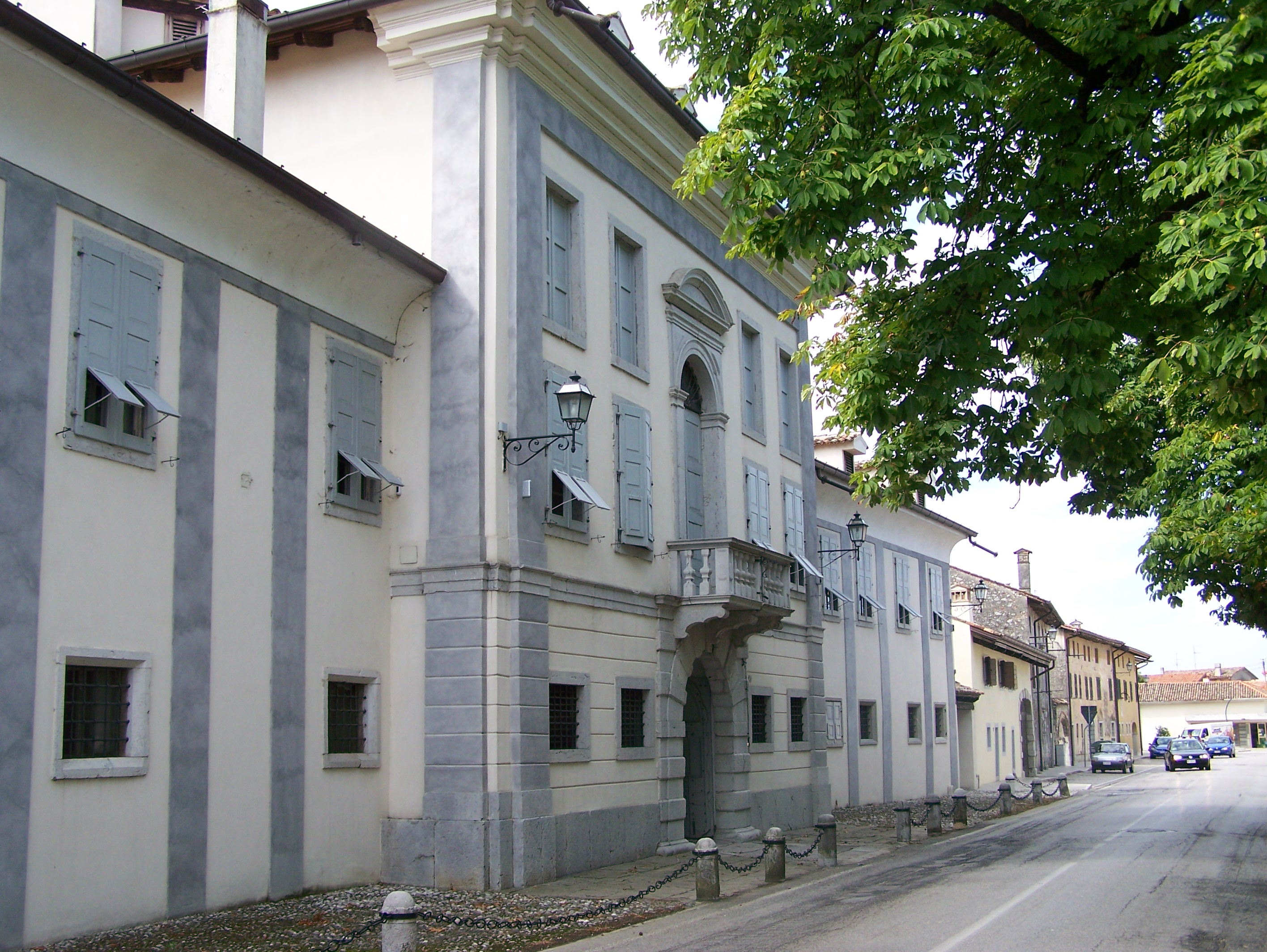
ヨアンニスのPalaç Frangipane

### 気候分類・地震分類
アイエッロ・デル・フリウーリにおけるイタリアの気候分類 (it) および度日は、zona E, 2268 GGである。
また、イタリアの地震リスク階級 (it) では、zona 3 (sismicità bassa) に分類される。

## 人物

### 著名な出身者
- エンツォ・ベアルツォット - サッカー選手・指導者。ヨアンニス生まれ。